# 자석요법
자석요법 또는 자기치료(magnet therapy)는 신체에 부착된 영구 자석에 의해 생성되는 약한 정자기장을 이용하는 유사과학적 대체의학 치료법이다. 이는 전기 구동 장치에서 생성된 자기장을 사용하는 전자기 요법의 대체 의학 실습과 유사하다. 자석요법 제품에는 자석이 포함된 손목 밴드, 보석류, 담요, 랩 등이 포함될 수 있다.
의사들은 신체의 특정 부위에 약한 전기장이나 자기장이 가해지면 건강에 유익한 효과가 있다고 주장한다. 이러한 물리적, 생물학적 주장은 입증되지 않았으며 건강이나 치유에 미치는 영향도 확립되지 않았다. 산소를 운반하는 혈액 단백질인 헤모글로빈은 약한 반자성(산소 공급 시) 또는 상자성(산소 제거 시)이지만 자기 치료에 사용되는 자석은 너무 약해서 혈류에 측정 가능한 영향을 미치지 않는다. 이는 과학적으로 유효한 치료법인 경두개자기자극술 또는 펄스 전자기장 요법과 구별한다.

## 같이 보기
- 프란츠 안톤 메스머
- 돌팔이 의료